# Waitsburg
Waitsburg az Amerikai Egyesült Államok északnyugati részén, Washington állam Walla Walla megyéjében elhelyezkedő város. A 2010. évi népszámlálási adatok alapján 1217 lakosa van.
Waitsburg első lakója az 1859-ben itt letelepedő Robert Kennedy volt. A település névadója a malomtulajdonos Sylvester M. Wait. Waitsburg 1881. november 25-én kapott városi rangot.

## Éghajlat
A város éghajlata mediterrán (a Köppen-skála szerint Csb).
| Hónap                         | Jan.  | Feb.  | Már.  | Ápr.  | Máj. | Jún. | Júl. | Aug. | Szep. | Okt.  | Nov.  | Dec.  | Év    |
| ----------------------------- | ----- | ----- | ----- | ----- | ---- | ---- | ---- | ---- | ----- | ----- | ----- | ----- | ----- |
| Rekord max. hőmérséklet (°C)  | 20,6  | 23,3  | 28,9  | 33,9  | 38,3 | 42,8 | 42,8 | 45,6 | 40,6  | 33,3  | 26,7  | 20,6  | 45,6  |
| Átlagos max. hőmérséklet (°C) | 5,0   | 7,8   | 11,7  | 15,6  | 20,6 | 24,4 | 30,0 | 30,0 | 24,4  | 17,2  | 8,9   | 4,4   | 16,7  |
| Átlagos min. hőmérséklet (°C) | −2,8  | −1,7  | 1,1   | 3,3   | 7,2  | 10,6 | 13,3 | 12,8 | 8,3   | 3,9   | 0,0   | −3,3  | 4,4   |
| Rekord min. hőmérséklet (°C)  | −30,0 | −30,0 | −16,7 | −11,1 | −7,8 | −6,1 | −1,1 | −2,2 | −8,9  | −13,9 | −23,3 | −31,7 | −31,7 |
| Átl. csapadékmennyiség (mm)   | 58    | 45    | 55    | 44    | 44   | 32   | 12   | 13   | 20    | 38    | 69    | 56    | 486   |
| Forrás: The Weather Channel   |       |       |       |       |      |      |      |      |       |       |       |       |       |

## Népesség
A 2010-es népszámláláskor a városnak 1217 lakója, 475 háztartása és 328 családja volt. A népsűrűség 404,3 fő/km2. A lakóegységek száma 522, sűrűségük 173,4 db/km2. A lakosok 93,1%-a fehér, 0,2%-a afroamerikai, 1,5%-a indián, 0,7%-a ázsiai, 0,2%-a a Csendes-óceáni szigetekről származik, 1,9%-a egyéb, 2,3%-a pedig kettő vagy több etnikumú. A spanyol vagy latino származásúak aránya 5,3% (   )
A háztartások 37,5%-ában élt 18 évnél fiatalabb. 53,3% házas, 10,7% egyedülálló nő, 5,1% egyedülálló férfi, 30,9% pedig nem család. 25,7% egyedül élt; 14,7%-uk 65 éves vagy idősebb. Egy háztartásban átlagosan 2,56 személy élt; a családok átlagmérete 3,04 fő.
A medián életkor 41 év volt. A város lakóinak 26,4%-a 18 évesnél fiatalabb, 8% 18 és 24 év közötti, 21,2%-uk 25 és 44 év közötti, 28,4%-uk 45 és 64 év közötti, 16,1%-uk pedig 65 éves vagy idősebb. A lakosok 49,6%-a férfi, 50,4%-a pedig nő.

## Fordítás
- Ez a szócikk részben vagy egészben  a   Waitsburg, Washington című angol Wikipédia-szócikk ezen változatának fordításán alapul.  Az eredeti cikk szerkesztőit annak laptörténete sorolja fel. Ez a jelzés csupán a megfogalmazás eredetét és a szerzői jogokat jelzi, nem szolgál a cikkben szereplő információk forrásmegjelöléseként.